# Sojourner
Sojourner foi o nome atribuído ao veículo (ou Rover), lançado pela NASA. Foi feito para circular em solo marciano, que fez parte da missão Mars Pathfinder em 1997. Este foi o primeiro veículo a transitar em Marte. O principal objectivo deste veículo foi o de determinar, através de aparelhos de medição, a composição de algumas rochas pretendidas pelos cientistas (chamadas por estes de "Barnacle Bill", "Yogi" e "Scooby Doo") e do solo marciano.
O Sojourner tem as dimensões de 65 cm de largura, 48 cm de comprimento e 30 cm de altura. O seu peso ronda os 10,5 kg. O Sojourner enviou para a Terra cerca de 550 fotografias da paisagem marciana. A missão do Sojourner terminou no dia 27 de setembro de 1997, quando a comunicação com a terra foi perdida.